# MAC-11

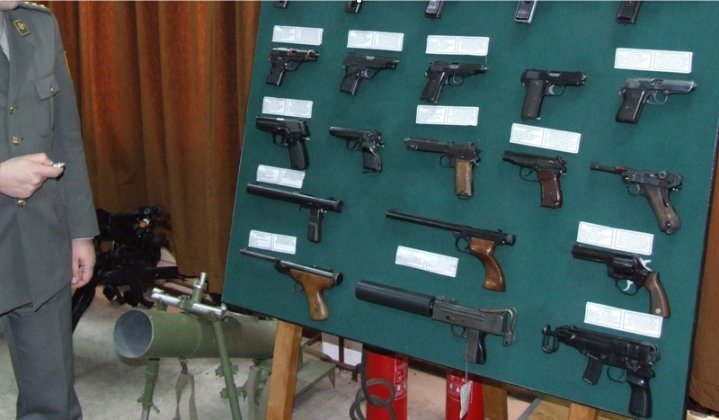
MAC-11 на стенде для сравнения с пистолетами (военная академия в Белграде)

- Смотрите так же другие значения термина М11

MAC-11 (Military Armament Corporation Model 11, официально как M11(A1)) — американский пистолет-пулемёт, разработанный Гордоном Ингрэмом.

## История
MAC-11 является модификацией пистолета-пулемёта MAC-10 под патрон 9х17 мм, которую в начале 1970-х годов начала серийно выпускать компания Military Armament Corporation.
В 1975 году компания МАС была признана банкротом, в 1976 году на аукционе было распродано её имущество (в том числе, выпущенное, но не проданное оружие - включая 175 шт. М11 под патрон .380 АСР с 50 глушителями к ним). В результате, это оружие оказалось на внутреннем рынке США по очень низкой стоимости и до конца 1970х годов продавалось по цене около 85 долларов.

## Описание
MAC-11 использует схему со свободным затвором, при этом затвор при стрельбе большей частью набегает на ствол, что значительно уменьшает длину оружия. Магазин находится в рукояти. Рукоять взведения затвора расположена сверху ствольной коробки и может быть повёрнута на 90° блокируя ход затвора. Стрельба ведётся только непрерывными очередями, имеются также гражданские версии с ведением огня только одиночными выстрелами.
На стволах некоторых версий может иметься резьба для установки глушителя.

## Варианты и модификации

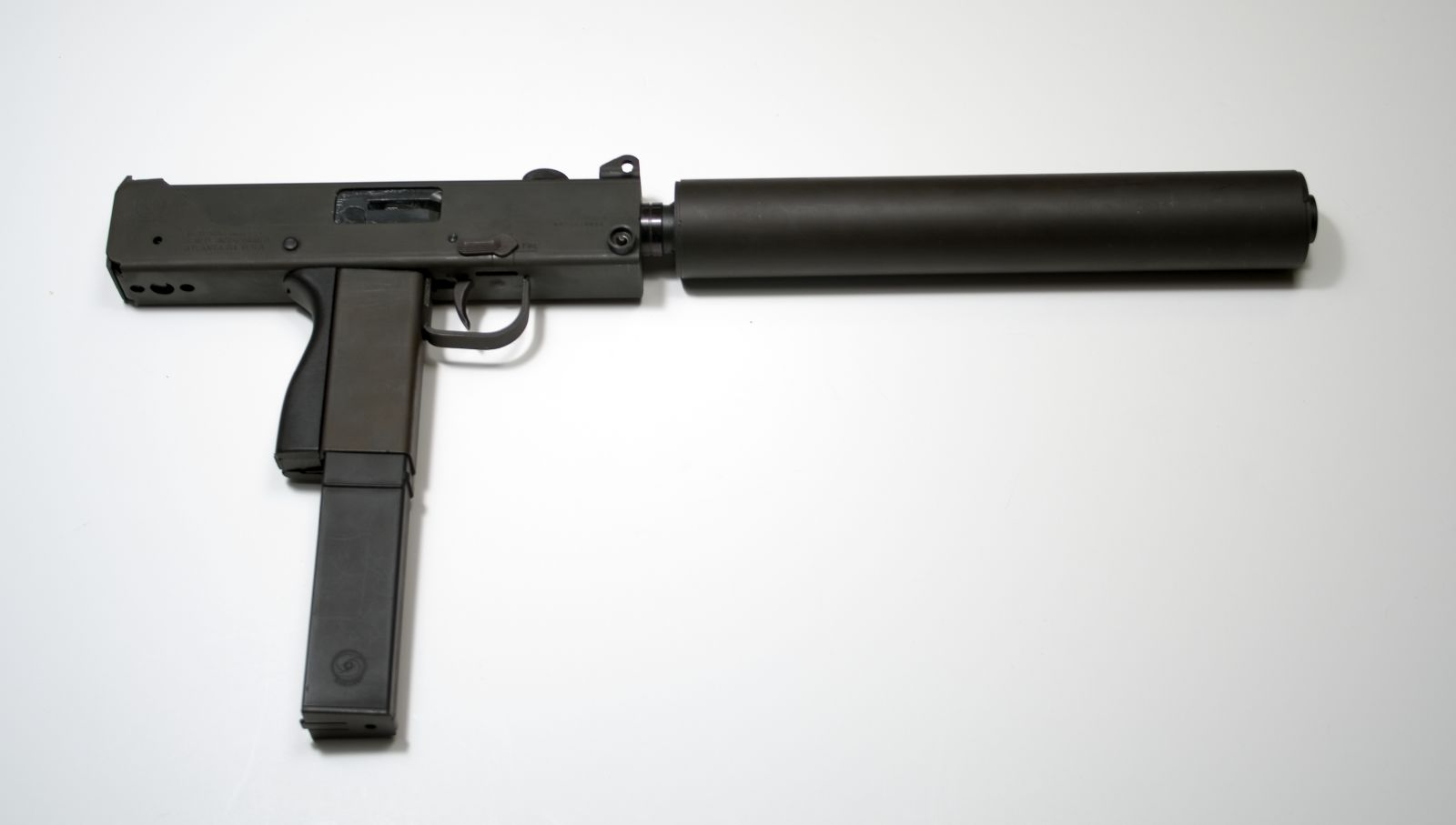
полуавтоматический Cobray MAC-11/9 с 32-патронным магазином

После банкротства компании МАС это оружие выпускалось несколькими другими фирмами (в основном, в самозарядных вариантах для продажи в качестве гражданского оружия).

## Страны-эксплуатанты
- США: продавались частным лицам[2], но после введения 19 мая 1986 года правительством США запрета на продажу автоматического оружия гражданским лицам их продажа оказалась затруднена; 13 сентября 1994 года импорт ранее выпущенных пистолетов-пулемётов MAC-10, MAC-11 (и их конструктивных аналогов иностранного производства) на территорию США был запрещён[4]
- Чили - некоторое количество 9-мм MAC-11 было закуплено для спецподразделений[5], но после появления на вооружении FAMAE SAF их количество уменьшается[6]